# Ciclos
Ciclos is een studioalbum van de Spaanse rockband Los Canarios. Het album liet een afwijkende stijl horen ten opzichte van de eerste albums van de band. Speelde de band eerst een combinatie van rock en jazz a Chicago, dit album bevat symfonische rock. De muziek is gebaseerd op De vier jaargetijden (ook een cyclus) van Antonio Vivaldi. Het bleef het enige album in de semi-klassieke rockstijl van de band. Na dit album werd niets meer van Los Canarios vernomen. 

## Musici
- Christian Mellies – basgitaar, synthesizers, theremin
- Alain Richard – slagwerk, percussie
- Mathias Sanveillan - toetsinstrumenten
- Antonio Garcia de Diego – gitaar, toetsinstrumenten
- Teddy Bautista - toetsinstrumenten

## Muziek
| Nr. | Titel                                        | subtitels | Duur  |
| --- | -------------------------------------------- | --- | ----- |
| 1.  | Primera transmigración (Paraiso remoto)      | a) Genesis b) Prana (Grito Primario) c) Primera Visión De Un Mundo Nuevo d) Himno A La Armonía Magistral Del Unverso e) Primeros Pasos En Un Mundo Nuevo f) Metamorfosis Extravagante                               | 16:50 |
| 2.  | Segunda transmigración (Abismo próximo)      | a) Narración Extravagante b) Primeras Preguntas En Un Mundo Nuevo c) Canto Al Niño Neurótico d) Himno Crítico A La Primera Adversidad e) Desfile Extravagante f) Proceso Alienatorio g) Serenata Extravagante       | 16:45 |
| 3.  | Tercere transmigración (El entorno futuro)   | a) Pequeño Concierto Extravagante b) Paginas De Plata De Un Diario Intimo c) Anti-Himno A La Programacion Cibernetica d) Monasterios e) Proceso Ciberetico f) Villancico Extravagante                               | 17:47 |
| 4.  | Cuarta transmigración (El eslabón recobrado) | a) Hibernus b) Crisis c) Ballet De Las Sombras d) Himno A La Armonía Implacable Del Fin e) Vanessa (El Aliento De La Osamenta) f) Nirvana Extravagante g) Diálogos A Alto Nivel h) Hiperdestrucción i) Apocalipsis/ | 21:53 |

De vier nummers waren oorspronkelijk elk op 1 speelkant van de elpee geperst. Er is een compact discversie verschenen via het Zuid-Koreaanse platenlabel Si-Wan Records, dat het niet zo nauw nam met de auteursrechten, bleek later. De compact disc vermeldde geen enkele nadere info